# Jones (Oklahoma)
Jones – miasto w Stanach Zjednoczonych, w stanie Oklahoma, w hrabstwie Oklahoma.